# Баучина
Баучина (итал. Baucina) је насеље у Италији у округу Палермо, региону Сицилија.
Према процени из 2011. у насељу је живело 1887 становника. Насеље се налази на надморској висини од 559 м.

## Становништво
| 1931. | 1936. | 1951. | 1961. | 1971. | 1981. | 1991. | 2001. | 2011. |
| ----- | ----- | ----- | ----- | ----- | ----- | ----- | ----- | ----- |
| 2.979 | 3.154 | 3.446 | 2.833 | 2.303 | 2.217 | 2.105 | 2.031 | 2.014 |